# USS Pima County
El USS Pima County (LST-1081) fue un buque de desembarco de tanques de la clase LST-542 de la Armada de los Estados Unidos. Construido por la American Bridge Company en Ambridge, Pensilvania, desde el 13 de noviembre de 1944, fue puesto en servicio en la marina el 30 de enero de 1945. El LST-1081 prestó servicio como buque logístico en las últimas etapas de la Guerra del Pacífico, pero fue colocado en reserva y dado de baja después de la guerra. Fue puesto nuevamente en servicio en 1950 después del estallido de la Guerra de Corea y sirvió en la Flota del Atlántico, incluido un despliegue en el mar Mediterráneo durante el cual fue rebautizado como USS Pima County. Regresó a la reserva en 1956 y fue dado de baja el 12 de diciembre de ese año.
En junio de 1960, el Pima County fue vendido a la United States Leasing Corporation, con la que prestó servicios como carguero 518 N. Fue adquirido por la Atlantic Steam Navigation Company (ASN), propiedad del gobierno británico, en 1965 y sirvió como buque de carga Baltic Ferry. La ASN llevó a cabo una remodelación en Smith's Dock Company, tras lo cual prestó servicios en rutas desde Gran Bretaña hasta Irlanda del Norte y Europa continental. El Baltic Ferry estuvo en desuso durante un período a fines de la década de 1960 y en 1972 fue vendido a una compañía que lo operaba como Sable Ferry en América del Norte. Fue vendido nuevamente en 1977 a Mareantes Mundial Armadora y, bajo el nombre de Nickel Ferry, fue operado por Andy International en rutas en América Central. Se incendió frente a La Unión, El Salvador, el 1 de diciembre de 1979 y quedó totalmente destruido.

## Hundimiento
Se incendió mientras estaba anclado en La Unión, El Salvador, el 1 de diciembre de 1979. La compañía Lloyd's Register registró que Nickel Ferry fue notificado como un naufragio total irrecuperable a fines de ese año.